# Harmen (Adelsgeschlecht)

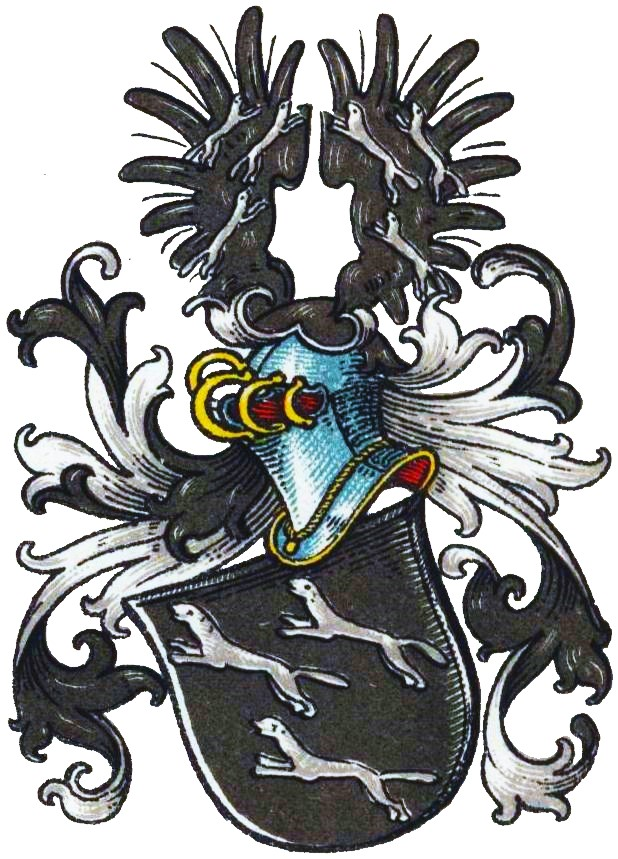
Wappen derer von Harmen im Wappenbuch des Westfälischen Adels

Harmen ist der Name eines alten Dienstmannengeschlechts der Grafschaft Mark. Sitz der Familie war um 1500 die Wasserburg Haus Haaren in Haaren an der Lippe. Bekannt wurde Gottfried von Harmen, gen. Goddert, wegen seines Erbstreites mit Lambert von Oer. Goddert verdingte sich zwischen 1515 und 1519 bei Franz von Sickingen als Ritter, nach dessen Tod bei Heinrich von Braunschweig dem Jüngeren als Kammerjunker.

## Geschichte
Haus Haaren, ursprünglich Haus Horne, lag am Nordufer der Lippe, an der Furt zum Kirchspiel Dolberg in einer Halbinsellage und war zum größten Teil ein Allodialgut der Familie von Horne. Der kleinere Teil des Besitztums war von den Herren von der Mark mit der Maßgabe zu Lehen gegeben, die Grenze zum münsterschen Stift und die Furt zum Kirchspiel Dolberg zu sichern. Besitzers des Allodiums war bis 1339 Sander von Horne, der den Besitz an Dietrich von Harmen verkaufte. Als Vasallen des Lehens findet man die Namen Gottschalk Tork, Gerd Knippinck, Heinrich Wulf und seit 1427 die Familie von der Recke zu Uentrop. Diese Familie blieb mit Unterbrechungen der Namensführung über Jahrhunderte im Lehensbesitz. 1621 heiratete Konrad von der Recke die Witwe Johanns von Harmen, womit der Gesamtbesitz des Hauses Haaren in der Familie von der Recke lag. Johann Matthias von der Recke war Droste zu Lünen und Hörde. Er unterhielt offenbar freundschaftliche Beziehung zu Friedrich Wilhelm I. von Hohenzollern, dem sogenannten Soldatenkönig, welcher mehrmals auf Haaren zu Gast war. Der Soldatenkönig verlieh Johann Matthias 1716 die Patrimonialgerichtsbarkeit über das Kirchspiel Uentrop und diverse, zu Hamm zählende Bauerschaften. (Die Grafschaft von der Mark war 1609 an Brandenburg gefallen.) Das Geschlecht derer von der Recke zu Haaren erlosch um 1770. Die Burg verfiel und ist heute lediglich als Burgstall ausfindig zu machen.
Die Familie von Harmen erlosch 1621 durch die Hochzeit von Gerberga von Wylich, der Witwe des Johann Wilhelm Harmen mit Konrad von der Recke zu Haaren und Uentrop.
Grabplatten der Familie Harmen, nämlich der Eheleute Dietrich Harmen († 1589) und Margarethe, geb. Droste-Vischering († 1585), sowie Tochter Katharina Harmen († 1580), befinden sich in der St. Agneskirche.

## Wappen
Blasonierung: In Schwarz drei (2:1) schräg springende silberne Wiesel (Hermelin). Auf dem Helm mit schwarz-silbernen Helmdecken ein offener schwarzer Flug, jeweils mit dem Wappenbild bezeichnet.